# 국론 분열
국론 분열(그리스어: Εθνικός Διχασμός, 때로는 '대분열'이라 부르기도 함)은 근대 그리스에서 그리스가 제1차 세계 대전에 참전할지를 놓고 콘스탄티노스 1세 임금과 엘레프테리오스 베니젤로스 총리 사이에 일어난 불화를 일컫는 역사적 사건이다. 양자간에 불화를 빚자 국왕이 베니젤로스를 총리직에서 해임하면서 두 사람 개인은 극심하게 갈등하였으며 이로 말미암아 양자의 지지자로 갈라져 그리스 사회 전반이 분열되었다. 그리스는 두 정치 진영으로 갈라져, 베니젤로스는 그리스 북부에 대립 정부를 세웠으며 연합국의 지원을 받아 결국 왕을 폐위하였다. 국론 분열의 영향은 1940년대까지도 그리스 정계에 짙게 남았으며, 소아시아 작전에서 그리스가 패배하는 데도 일조하여 결국 그리스 제2공화국의 붕괴로 이어졌으며 뒤이어 메탁사스 정권이 들어섰다.